# Edward, My Son
 Edward, My Son és una pel·lícula britànico-estatunidenca dirigida per George Cukor, estrenada el 1949.

## Argument
Un magnat que va aconseguir la seva fortuna amb pocs escrúpols -i la desgràcia dels que van creure en ell- viu obsessionat amb el seu fill únic Edward, a qui seria capaç de protegir de totes totes; però el fill, lluny de pagar-li amb la mateixa moneda, només sent odi i menyspreu cap al seu pare, i morirà en combat durant la segona guerra mundial.

## Repartiment
- Spencer Tracy: Arnold Boult
- Deborah Kerr: Evelyn Boult
- Ian Hunter: Doctor Larry Woodhope
- James Donald: Bronton
- Mervyn Johns: Harry Sempkin
- Leueen MacGrath: Eileen Perrin
- Felix Aylmer: Mr. Hanray

## Nominacions
- Oscar a la millor actriu 1950 per Deborah Kerr
- Globus d'Or a la millor actriu dramàtica 1950 per Deborah Kerr

## Rebuda de la critica
- Bosley Crowther del New York Times comentava, "Poc profunda, potser, com a estudi de l'acumulació de poder, aquest drama no obstant això exposa la vida íntima d'un home en la seva pujada des de la pobresa a una posició fabulosa i riquesa... I la història no només és intrigant en els seus detalls, sinó que els personatges són coherents... Tanmateix, cal reconèixer que Mr. Tracy ... falla en donar consistència a aquest home cruel...com Mr. Tracy actua, ven la seva ànima pel seu fill estimat i la deserció de qui sembla que l'obsessioni per la resta de la seva vida. Els seus moments de tracte dur i cruel, en el qual els seus ulls es tanquen fredament i s'endureix la seva mandíbula, es barregen amb el somriure encantador de Tracy. No hi ha res sardònic sobre ell.

Fins i tot està avorrit com a personalitat...Dit això, tanmateix, per a la gent del cinema: no han posat Edward a la pantalla. Aquesta restricció és més benvinguda."
- Melodrama amb les tintes negres recarregades i posat en escena per un irrecognoscible Cukor, evidentment sense motivació per aquest film, resultant aquest un dels seus treballs menys distingits, malgrat la indubtable força que contenen algunes de les seves imatges.[2]